# El Deseo
El Deseo (littéralement « Le Désir ») est une société de production cinématographique espagnole, créée en 1985 par les frères Pedro et Agustín Almodóvar.
Elle produit les films réalisés par Pedro Almodóvar depuis La Loi du désir, première production de la société, sortie en 1987. Outre les films d'Almodóvar, El Deseo a notamment produit ou coproduit Le Maître des éléphants (1995), Fallait pas !... (1996), L'Échine du Diable (2001), Ma vie sans moi (2003), Le Dernier Été de la Boyita (2009), Les Nouveaux Sauvages (2014), El Clan (2015), ou encore le documentaire Le Silence des autres (2018).
Essentiellement active au cinéma, la société El Deseo a aussi coproduit la série télévisée Mujeres (es) en 2006.